# Петакас
Петакас (ісп. Petacas) або Серро-де-лас-Петакас (Cerro de las Petacas) — стратовулкан, розташований на межі колумбійських департаментів Нариньйо і Каука, на північний схід від вулкану Донья-Хуана. Біля головного конуса вулкану знаходяться багато молодших конусів, проте час останнього виверження невідомий.